# Viktor Avbelj
‎
Viktor Avbelj - Rudi, slovenski politik in partizan, * 26. februar 1914, Prevoje, Avstro-Ogrska, † 6. april 1993, Ljubljana, Republika Slovenija.

## Življenjepis
Rodil se je v kmečki družini očetu Jožefu in materi Neži (roj. Jeretina). Avbelj je 1937 vstopil v Komunistično partijo Slovenije. Leta 1939 je absolviral na Pravni fakulteti v Ljubljani. 
Kot prvoborec je sodeloval v NOB od samega začetka. Septembra 1942 postane politični komisar Gubčeve brigade, januarja 1943 I. operativne cone in julija istega leta pa 15. divizije. Avgusta 1943 je bil postavljen za namestnika političnega komisarja glavnega štaba. Januarja 1944 je vodil pohod 14. divizije na Štajersko. Do septembra istega leta je opravljal dolžnost političnega komisarja 9. korpusa.
Takoj po koncu druge svetovne vojne, vse do avgusta 1945, je bil Avbelj namestnik načelnika OZNE za Slovenijo. To je bilo obdobje, ko je OZNA opravljala ključno vlogo pri organiziranju povojnih koncentracijskih taborišč v Sloveniji, izvedbi smrtnih kazni in nezakonitih zaplembah premoženja slovenskim civilistom. Od julija do novembra 1945 je Avbelj opravljal naloge organizacijskega sekratarja CK KPS, nato je bil eno leto sekretar OK KPS v Mariboru (kasneje spet 1949/50). Od novembra 1946 do marca 1948 je kot javni tožilec takratne Ljudske Republike Slovenije odigral eno ključnih vlog v nekaterih insceniranih sodnih procesih, predvsem na zloglasnem Nagodetovem procesu.  Bil je narodni heroj, rezervni generalmajor JLA in zadnji Slovenec, ki je dobil red junaka socialističnega dela (večinoma so ga podeljevali najvišjim politikom v Jugoslaviji).
Kasneje je Avbelj zasedal še naslednje funkcije:
- član politbiroja CK KPS (1948–52), član IK (od 1966 predsedstva) CK ZKS in član CK ZKJ (1952–69)
- predsednik kontrolne komisije vlade LRS 1948/49
- sekretar oblastnega komiteja KPS Maribor 1949/50
- predsednik sveta za blagovni promet LRS
- predsednik sveta za kmetijstvo in gozdarstvo LRS
- predsednik Glavne zadružne zveze Slovenije (1952–55)
- podpredsednik (1955–62) in predsednik (1962–65) Izvršnega sveta Ljudske skupščine LRS oz. (od 1963) Skupščine SRS
- sekretar CK ZKS za družbenoekonomsko področje
- podpredsednik zveznega zbora Skupščine SFRJ (1967–69)
- vodja slovenske delegacije v zvezni skupšćini? (1974–78)
- član Sveta federacije (1963–74 in 1984–90)
- član predsedstva CK ZKS
- član predsedstva republiške konference SZDL Slovenije
- predsednik sveta za varstvo ustavne ureditve SRS
- predsednik predsedstva SRS (1979–84)

## Odlikovanja
- red narodnega heroja
- red partizanske zvezde I. stopnje
- red bratstva in enotnosti I. stopnje
- red za hrabrost
- red zaslug za ljudstvo II. stopnje
- red junaka socialističnega dela (1984)
- Partizanska spomenica 1941